# 6669 Обі
6669 Обі (6669 Obi) — астероїд головного поясу, відкритий 5 травня 1994 року.
Тіссеранів параметр щодо Юпітера — 3,627.
Названо на честь Обі (яп. おび(小尾) обі)